# Yuko Emoto
Yuko Emoto –en japonés, 恵本 裕子– (Asahikawa, 23 de diciembre de 1972) es una deportista japonesa que compitió en judo.
Participó en los Juegos Olímpicos de Atlanta 1996, obteniendo una medalla de oro en la categoría de –61 kg. En los Juegos Asiáticos de 1994 consiguió una medalla de plata.
Ganó dos medallas de bronce en el Campeonato Asiático de Judo, en los años 1993 y 1995.

## Palmarés internacional
| Juegos Olímpicos    | Juegos Olímpicos         | Juegos Olímpicos  | Juegos Olímpicos |
| Año                 | Lugar                    | Medalla           | Categoría        |
| ------------------- | ------------------------ | ----------------- | ---------------- |
| 1996                | Atlanta (Estados Unidos) | Medalla de oro    | –61 kg           |
| Juegos Asiáticos    |                          |                   |                  |
| Año                 | Lugar                    | Medalla           | Categoría        |
| 1994                | Hiroshima (Japón)        | Medalla de plata  | –61 kg           |
| Campeonato Asiático |                          |                   |                  |
| Año                 | Lugar                    | Medalla           | Categoría        |
| 1993                | Macao (Portugal)         | Medalla de bronce | –61 kg           |
| 1995                | Nueva Delhi (India)      | Medalla de bronce | –61 kg           |